# Megan Francis Sullivan
Megan Francis Sullivan (* 1975 in Stamford, Connecticut) ist eine US-amerikanische Künstlerin.

## Werdegang
Sullivan studierte an der Cooper Union in New York. 1998 erhielt sie ein Fulbright-Stipendium für „Experimental Photography“ in Berlin. Das Projekt Wannaville wurde an der Storefront for Art and Architecture in New York gezeigt.
Um die Jahrtausendwende war sie Betreiberin von J-bunnyrecords und spielte in Bands, u. a. Butterknife Krüsh.
Als Artistic Researcher an der Jan van Eyck Academie in Maastricht, war sie Mitautorin des Buches Die Hunterklasse: Praxistipps für Reiter, Trainer, und Veranstalter. Das Buch wurde in Reitsportgeschäften sowie Kunstbuchhandlungen vertrieben.
Seit 2019 ist sie Professorin für Zeichnung an der Kunsthochschule Mainz.

## Ausstellungen (Auswahl)

### Einzelausstellungen
- 2014: click click space space, Midway Contemporary Art, Minneapolis[5]
- 2015: An Anticipated Retrospective, Objectif Exhibitions, Antwerpen[6]
- 2016: The Unanswered Question, Kunsthalle Bern[7]
- 2017: Privileged Information, Mathew Gallery, New York[8]
- 2019: Begegnungsbilder, Neuer Essener Kunstverein[9]
- 2024: Wolkenstudie, Kunsthaus Glarus[10]

### Gruppenausstellungen
- 2016: Ein Schelm, wer böses dabei denkt, Künstlerhaus Bremen, Bremen[11]
- 2017: New York Grid, Mathew Gallery, New York[12]
- 2018: Subsets, Christian Andersen, Copenhagen[13]
- 2019: Resist: be modern (again), John Hansard Gallery, Southampton[14]
- 2020: Bizarre Silks, Private Imaginings and Narrative Facts, etc. Eine Ausstellung von Nick Mauss, Kunsthalle Basel[15]
- 2021: Paradis, Claude Balls Int, La Maison R&C, Marseille[16]
- 2022: Flatlands, Galerie Gregor Staiger, Zürich[17]
- 2023: Hoi Köln! Part 1: Welcoming the Space, Kölnischer Kunstverein[18]
- 2024: Hoi Köln! Part 3: The Nightmare of Painting, Kölnischer Kunstverein[18]
- 2024: History Tales: Fact and Fiction in History Painting, Akademie der bildenden Künste Wien[19]